# Марія Маковська
Марія Маковська (пол. Maria Makowska; нар. 25 січня 1969, Вроцлав, Польща) — польська футболістка, півзахисниця. Виступала за національну збірну Польщі.

## Клубна кар'єра
Розпочала свою кар'єру в клубі «Пафаваг» (Вроцлав), кольори якого захищала з 1985 по 1991 рік. Після виступів за «Стілон» (Горжув) в 1996 році перейшла в клуб Бундесліги «Турбіне» (Потсдам). У складі «Турбіне» в 2004 році виграла чемпіонат Німеччини, а також Кубок Німеччини і Кубок Німеччини з футзалу. По завершення сезону 2003/04 років не отримала нового контракту в Потсдамі. Провела один сезону у словенському клубі «Крка» (дійшла до другого групового раунду жіночого кубку УЄФА 2004/05) повернулася до Німеччини і грала за «Пост СВ Нюрнберг», «ТСВ Кляйншварценлог» та «СВ 67 Вайнберг».

## Кар'єра в збірній
У футболці національної збірної Польщі дебютувала 1986 року. У складі збірної зіграла понад 100 матчів, у тому числі й 16 матчів у кваліфікації чемпіонату світу. Участь у чемпіонатах світу та Європи не брала. Маковська тривалий період часу була капітаном команди, а зараз є рекордсменкою збірної Польщі.

## Особисте життя
Маковська одружена, має сина. Працює маляром на СТО.